# Stazione di Roccavione
Stazione di Roccavione vasútállomás Olaszországban, Roccavione településen.

## Vasútvonalak
Az állomást az alábbi vasútvonalak érintik:
- Cuneo-Limone-Ventimiglia-vasútvonal

## Kapcsolódó állomások
A vasútállomáshoz az alábbi állomások vannak a legközelebb:
- Stazione di Robilante
- Stazione di Borgo San Dalmazzo